# Гудсон, Кларенс
Кла́ренс Э́дгар Гу́дсон-четвёртый (англ. Clarence Edgar Goodson IV; род. 17 мая 1982, Алегзандрия, Виргиния, США) — американский футболист, центральный защитник.

## Клубная карьера
В 2000—2003 годах Гудсон обучался в Мэрилендском университете в Колледж-Парке и выступал за университетскую футбольную команду «Мэриленд Террапинс» в течение трёх сезонов, пропустив сезон 2001. В Национальной ассоциации студенческого спорта сыграл 66 матчей, забил 10 мячей и отдал 11 результативных передач. В сезоне 2003 попал во вторую символическую сборную Конференции атлантического побережья.
В 2003 году также выступал в Премьер-лиге развития ЮСЛ за команду «Боулдер Рэпидз Ризерв».
Решив отказаться от выступлений за университет на последнем курсе, в январе 2004 года Гудсон подписал контракт с MLS по программе Project-40, и на Супердрафте MLS 2004 был выбран в первом раунде под общим седьмым номером клубом «Даллас Бёрн». Его профессиональный дебют состоялся 30 июня 2004 года в матче Открытого кубка США против «Верджиния-Бич Маринерс». В MLS он дебютировал 24 июля 2004 года в матче против «Ди Си Юнайтед», заменив на 22-й минуте получившего травму Стива Джолли. Гудсон стал игроком основного состава в сезоне 2005, когда клуб был переименован в «Даллас». 27 июля 2005 года в матче против «Метростарз», оформив дубль, забил свои первые голы в профессиональной карьере.
21 ноября 2007 года клуб «Сан-Хосе Эртквейкс» выбрал Гудсона на Драфте расширения MLS, но в январе 2008 года он заявил, что не будет подписывать новый контракт с MLS, и, решив попробовать свои силы в Европе, подписал контракт с норвежским клубом «Старт». В «Старте» Гудсон провёл три сезона, сыграв 69 матчей и забив 10 мячей.
В январе 2011 года Гудсон по свободному трансферу перешёл в датский клуб «Брондбю», подписав трёхлетний контракт. За «Брондбю» сыграл 60 матчей и забил шесть мячей.
28 июня 2013 года Гудсон вернулся в MLS, подписав контракт с «Сан-Хосе Эртквейкс». Дебютировал за «Эртквейкс» 3 августа 2013 года в матче против «Чивас США». 27 июня 2015 года в матче против «Лос-Анджелес Гэлакси» забил свой первый гол за «Эртквейкс». В сезоне 2016 он сыграл только в первых двух матчах, после чего выбыл из строя из-за травмы спины. По окончании сезона 2016 «Сан-Хосе Эртквейкс» отклонил опцию продления контракта с Гудсоном.

## Карьера в сборной
В национальной сборной США Гудсон дебютировал 19 января 2008 года в товарищеском матче со сборной Швеции, заменив в перерыве между таймами Джимми Конрада. Всего провёл за сборную 46 матчей, в которых забил пять голов. Принимал участие в чемпионате мира 2010, Золотых кубках КОНКАКАФ 2009, 2011 и 2013.

### Голы за сборную
| # | Дата           | Место                                 | Соперник  | Счёт | Результат | Турнир                      |
| - | -------------- | ------------------------------------- | --------- | ---- | --------- | --------------------------- |
| 1 | 23 июля 2009   | США, Чикаго, Солджер Филд             | Гондурас  | 1:0  | 2:0       | Золотой кубок КОНКАКАФ 2009 |
| 2 | 23 января 2010 | США, Лос-Анджелес, Хоум Дипо Сентер   | Гондурас  | 1:3  | 1:3       | Товарищеский матч           |
| 3 | 11 июня 2011   | США, Тампа, Реймонд Джеймс Стэдиум    | Панама    | 1:2  | 1:2       | Золотой кубок КОНКАКАФ 2011 |
| 4 | 5 июля 2013    | США, Сан-Диего, Куалкомм Стэдиум      | Гватемала | 5:0  | 6:0       | Товарищеский матч           |
| 5 | 21 июля 2013   | США, Балтимор, Эм-энд-ти Банк Стэдиум | Сальвадор | 1:0  | 5:1       | Золотой кубок КОНКАКАФ 2013 |

## Достижения
Командные
 сборная США
- Обладатель Золотого кубка КОНКАКАФ: 2013
- Серебряный призёр Золотого кубка КОНКАКАФ: 2009, 2011

Личные
- Член символической сборной Золотого кубка КОНКАКАФ: 2009[23]